# Activision
Activision Publishing, Inc je američki izdavač video igara. Osnovana je 1. oktobra 1979. godine i bila je prvi samostalni proizvođač i distributer video igara za igračke konzole. Njeni prvi proizvodi bili su kasete za Atari 2600. Atari 2600 konzola je objavljena jula 1980. godine za američko tržište,a od avgusta 1981. godnie za međunarodno tržište(UK). Aktivižn je 18. januara 2008. godine objavio da su oni bili najbolji izdavači video igara za 2007. godinu u Americi po podacima od NPD Group. Sadašnji direktor ove kompanije je Robert A. Kotick koji je bio glavni izvršni direktor Aktivižn, Inc. od februara 1991. godine pa sve do spajanja Aktivižna i Vivendi gejms 9. jula 2008. godine došlo je do stvaranja novoformirane kompanije pod nazivom Aktivižn Bizard. 25. juna 2013. godine Aktivižn Bizard objavljuje kupovinu 429 miliona akcija od vlasnika Vivendija u ceni od $2,34 miliardi dolara. Kao rezultat toga Aktivižn Bizard je postala nezavisna kompanija.

## Istorija
Pre Aktivižna, nezavisni programeri nisu postojali. Softveri za konzle video igara su isključivo objavljivani od strane tvoraca sistema za koje su igre dizajnirane. Npr. Atari je bio jedini izdavač igara za Atari 2600(. Ovo je posebno bio bolno za programere igra, jer nisu dobijali nikakvu finansijsku nadokandu za igre koje su bile popularne i koje su se dobro prodavale, a nisu ni dobijali pohvale za svoje delo.
Programeri Ataria David Crane, Larry Kaplan, Alan Miller i Bob Whitehead su se sastali sa direktorom Ataria Ray Kassar-om maja 1979. godine i zahtevali od kompanije da programere tretiraju kao što izdavačke kuće tretirju svoje muzičare, sa honorarima i njihovim imenima na kutijama od igara. David Crane, Larry Kaplan, Alan Miller i Bob Whitehead su se smatrali najboljim programerima sveta, za koje je Ray Kasser rekao da su netalentovani programeri i da njihov posao moze da uradi bilo ko. Crane, Miller i Whitehead su napustili Atari i osnovali Aktivižn u oktobru 1979. godine sa bivšim muzičkum direktorom Jim Levy i finansijerom Richard Muchmore, Kaplan se uskoro pridružuje kompaniji. Ime Aktivižna je najveorvatnije doneto na osnovu toga da ime kompanije bude ispred Ataria u telefonskom imeniku,i ako David Crane tvrdi da je ime zasnovano na ideji Jim Levy da se kombinuje rec „Aktiv“ i „televizija“. Originalni naziv za preduzeće je bio Vsync,Inc.
Za razliku od Ataria kompanija je stvarala i promovisala programere paralelno sa igrama. Programeri su u meniju svake igre ubacili posebnu opciju koja je mogla da prikaze ko je od programera stvarao tu igru. Programeri su pozivali igrače da pošalju svoj najveći skor (obično fotografiju ili pismo) da bi im poslali zakrpu. Ovaj pristup je pomogao novonastaloj kompaniji da privuče iskusne talente.Crane,Kaplan, Miller,Whitehead i Levy su osvojili nagradu Gejm Developer Čojs 2003. godine koja se zvala „First Penguin“ kao priznanje za ovakav korak.
Odlazak cetiri programera, čiji naslovi čine više od polovine prodatih Arari ketriđža u to vreme, izazvalo je pravne sukobe izmenju dve kompanije koje nisu razrešene sve do 1982. godine. Kako trzište igračkih konzola počelo da opada, Aktivižn se razgranava, proizvodeći igre za personalne računare i prisvajaju manje izdavače.
Godnine 1982. Aktivižn objavljuje Pitfal najprodavaniji naslov na Atariu2600. Razvijen i dizajniran Davide Crane, Pitfal je bio ogroman uspeh kompanije i programera. Zbog velikog uspeha, doslo je do stvaranja mnogo klonova te igre. 13. juna 1986.godine Aktivižn kupuje početničku kompaniju Infokom koja se nalazi u poblemima. Jim Levy je bio veliki fan naslova kompanije Infokom, on je želeo da ova kompanije postane nezavisna. Posle šest meseci od „Infoveding“ Brus Devise dolazi na direktorsko mesto Aktivižna. Devise je od samog početka bio protiv spajanja i bio je glavni u njegovom vođejnu. Na kraju 1989.godine nakon nekoliko godina gubitaka,Aktivižn zatvara studio Infokoma u Kembridž (Masačusets), koja se šiti na 11 od 26 zaposlenih u ponudi da se preseli u Aktivižn sa sedištem u Silikonskoj dolini samo 5 članova je prihvatilo ponudu.
1988. godine Aktivižn učestvuje u softversko zasnovanim video igrama, kao što su poslovne aplikacije. Kao rezultat toga, Aktivižn menja svoje korporativno ime u Medijaejđžensi da ima ime koje globalno zastupljuje sve njene aktivnosti. Pod imenom Medijaejđžensi Holding, Aktivižn je nastavio da objavljuje video igre za različite platforme, naručito u Nintendo Entertimed Sistem, i Sega Master Sistem, Atari7800, AtariST, komodor 64 i Amiga.

## Novi Activision
Nakon multi-milinoske presude na štetu Medijaejđžensi zbog povrede patenata koja je pokrenuta mnogo pre Levy-ove ere. Finansijski oslabljenu Medijaejđžensi kupuje investitorka grupa koju predvodi Robert (Booby) Kotick. Posle preuzimanja kompanije nova uprava je podnela zahtev za otvaranje poglavlja 11. U reorganizaciji kompanije dolazi do spajanja Medijaejđžensi sa Disk kompanijom. Nakon izlaska iz bankrota, Medijaejđžensi zvanično menja ime i entite u decembru 1982. godine i postala je Delaware Corporation. U tom trenutku Aktivižn menja sedište kompanije iz Mountain View u Silikonskoj dolini u Santa Monica u Južnoj Kaliforniji. Aktivižn je tada odredio da se koncentriše samo na stvaranje video igara.
1991. godine Aktivižn ubacuje 20 Infokomovih igara na CD-ROM. I naziva ih The Lost Trasures of Infocom(izgubljeno blago Infokom). Uspeh ove kompilacije dovodi do objavljivanja jos 11 Infokomovih naslova u The Lost Trasures of Infocom II(izgubljeno blago Infokom II).
1989.godine Aktivižn objavljuje igru u prvom licu zvanu MechWarrior zasnovanu na FASA Battel Tech.Aktivižn je objavio 1995. godine MachWarrior 2, posle dve godine čekanja zbog unutrašnjih sukoba. Sukobi su bili zato sto FASA nije htela da obnovi licencu sa Aktivižnom. Da bi Aktivižn odgovorio na to objavio je jos mnogo igara koje su nosile ime MechWarrior 2, koje nije kršilo okvire licence. Ceo serijal MechWarrior 2 igara je doneo zaradu vecu od $70 miliona dolara.
1997. godine Aktivižn uspeva da nabavi novu licencu od druge firme pod nazivom Heavy Gear. To je dobro primljeno krod kritičara, koji su dali ocenu od 81,46‰ rejtinga na GameRankings.com. Na osnovu platforme MachWarrior II nastalo je jos nekoliko igara uključujući Interstate 76 koja je nastala 1997. godine i napokon 1998. godine izašao Battlezone.